# Джеффрі Сюн
Джеффрі Сюн (англ. Jeffery Xiong; нар. 30 жовтня 2000, Плейно (Техас), США) — американський шахіст, гросмейстер (2015). Чемпіон світу серед юніорів 2016 року
.
Його рейтинг станом на червень 2025 року — 2639 (106-те місце у світі, 12-те в США).

## Турнірні результати
| Рік  | Місто           | Турнір                                      | Категорія | + | − | = | Результат | Місце                     |
| ---- | --------------- | ------------------------------------------- | --------- | - | - | - | --------- | ------------------------- |
| 2016 | Сент-Луїс       | Чемпіонат США                               | XVII      | 1 | 1 | 9 | 5½ з 11   | 6                         |
|      | Бхубанешвар     | Чемпіонат світу серед юніорів (до 20 років) |           | 8 | 0 | 5 | 10½ з 13  | Gold                      |
| 2017 | Вейк-ан-Зеє     | 79-й міжнародний турнір (група В)           | XV        | 7 | 3 | 3 | 8½ з 13   | Bronze                    |
|      | Сент-Луїс       | Чемпіонат США                               | XVIII     | 1 | 4 | 6 | 4 з 11    | 11                        |
|      | Ханти-Мансійськ | Командний чемпіонат світу                   |           | 0 | 2 | 5 | 2½ з 7    | 8 (командне) 7 (особисте) |
|      | Острів Мен      | міжнародний турнір, опен                    |           | 5 | 3 | 1 | 5½ з 9    | 25 — 45                   |
| 2019 | Сент-Луїс       | 2019 Spring Chess Classic A                 | XVII      | 3 | 0 | 6 | 6 з 9     | Gold                      |
|      | Ханти-Мансійськ | Кубок світу ФІДЕ                            |           | 3 | 2 | 5 | 5½ з 10   | 5 — 8 (1/4)               |
|      | Острів Мен      | Турнір Grand Swiss ФІДЕ 2019, швейцарка     |           | 3 | 1 | 7 | 6½ з 11   | 32                        |
| 2020 | Вейк-ан-Зеє     | 82-й міжнародний турнір                     | XX        | 2 | 3 | 8 | 6 з 13    | 10 — 11                   |

## Динаміка зміни рейтингу серед 100 найкращих шахістів
| Дата          | Рейтинг | К-ть партій | Зміна | Місце в рейтингу | Вік                 |
| Листопад 2016 | 2660    | 22          | +13   | 90               | 16 років            |
| Грудень 2016  | 2666    | 9           | +6    | 85               | 16 років 1 місяць   |
| Січень 2017   | 2667    | 5           | +1    | 80               | 16 років 2 місяці   |
| Лютий 2017    | 2674    | 13          | +7    | 71               | 16 років 3 місяці   |
| Березень 2017 | 2674    | 0           | 0     | 71               | 16 років 4 місяці   |
| Квітень 2017  | 2665    | 18          | -9    | 87               | 16 років 5 місяців  |
| Червень 2017  | 2658    | 13          | -7    | 92               | 16 років 7 місяців  |
|               |         |             |       |                  |                     |
| Квітень 2018  | 2665    | 13          | 0     | 78               | 17 років 5 місяців  |
| Травень 2018  | 2661    | 15          | -4    | 85               | 17 років 6 місяців  |
| Червень 2018  | 2656    | 9           | -5    | 93               | 17 років 7 місяців  |
| Липень 2018   | 2655    | 11          | -1    | 96               | 17 років 8 місяців  |
| Серпень 2018  | 2650    | 13          | -5    | —                | 17 років 9 місяців  |
| Вересень 2018 | 2651    | 9           | +1    | 99               | 17 років 10 місяців |
| Жовтень 2018  | 2656    | 13          | +5    | 89               | 17 років 11 місяців |
| Листопад 2018 | 2675    | 9           | +19   | 76               | 18 років            |
| Грудень 2018  | 2676    | 9           | +1    | 67               | 18 років 1 місяць   |
| Січень 2019   | 2672    | 4           | -4    | 71               | 18 років 2 місяці   |
| Лютий 2019    | 2666    | 9           | -6    | 76               | 18 років 3 місяці   |
| Березень 2019 | 2663    | 13          | -3    | 83               | 18 років 4 місяці   |
| Квітень 2019  | 2677    | 9           | +14   | 65               | 18 років 5 місяців  |
| Травень 2019  | 2679    | 14          | +2    | 61               | 18 років 6 місяців  |
| Червень 2019  | 2684    | 12          | +5    | 56               | 18 років 7 місяців  |
| Липень 2019   | 2691    | 10          | +7    | 44               | 18 років 8 місяців  |
| Серпень 2019  | 2703    | 8           | +12   | 37               | 18 років 9 місяців  |
| Вересень 2019 | 2707    | 9           | +4    | 35               | 18 років 10 місяців |
| Жовтень 2019  | 2708    | 7           | +1    | 34               | 18 років 11 місяців |
| Листопад 2019 | 2712    | 21          | +4    | 33               | 19 років            |
| Грудень 2019  | 2712    | 9           | 0     | 32               | 19 років 1 місяць   |
| Січень 2020   | 2712    | 0           | 0     | 32               | 19 років 2 місяці   |
| Лютий 2020    | 2709    | 20          | -3    | 31               | 19 років 3 місяці   |
| Березень 2020 | 2709    | 0           | 0     | 32               | 19 років 4 місяці   |
| Квітень 2020  | 2709    | 0           | 0     | 32               | 19 років 5 місяців  |

- жирним, новий пік рейтингу

## Зміни рейтингу
| На цьому місці має відображатися графік чи діаграма, однак з технічних причин його відображення наразі вимкнено. Будь ласка, не видаляйте код, який викликає це повідомлення. Розробники вже працюють для того, щоби відновити штатне функціонування цього графіка або діаграми. | |
| | На цьому місці має відображатися графік чи діаграма, однак з технічних причин його відображення наразі вимкнено. Будь ласка, не видаляйте код, який викликає це повідомлення. Розробники вже працюють для того, щоби відновити штатне функціонування цього графіка або діаграми. |